# 松村誠一
松村 誠一（まつむら せいいち、1913年〈大正2年〉7月6日 - 2004年〈平成16年〉10月30日）は、国文学者。高知大学教授、成蹊大学教授を歴任。岡山県生まれ。
中古文学、特に源氏物語が専門。

## 略歴
- 1930年（昭和 5年） - 岡山県第一岡山中学校4年修了。
- 1933年（昭和 8年） - 第六高等学校卒業。
- 1936年（昭和11年） - 東京帝国大学文学部国文科卒業。卒業論文「堤中納言物語攷」。
- 1939年（昭和14年） - 同大学院修了。山形高等学校講師、二松学舎専門学校授業嘱託、文部省図書館講習所講師。
- 1942年（昭和17年） - 高知高等学校教授。
- 1949年（昭和24年） - 高知大学文理学部文学科教授。
- 1967年（昭和42年） - 成蹊大学文学部日本文学科教授。
- 1982年（昭和57年） - 同大学定年退職、名誉教授。同大学非常勤講師（1989年まで）。

## 著書
- 『桃李有言』 1993、私家版

## 校注
- 堤中納言物語・落窪物語（日本古典全書） 所弘 1951、朝日新聞社
- 土佐日記・蜻蛉日記（日本古典文学全集9） 木村正中・伊牟田経久 1973、小学館